# پروپاتا
پروپاتا (به ایتالیایی: Propata) یک کومونه در ایتالیا است که در استان جنوا واقع شده‌است.

## خصوصیات
پروپاتا ۱۶٫۸ کیلومترمربع مساحت و ۱۶۴ نفر جمعیت دارد و ۹۹۰ متر بالاتر از سطح دریا واقع شده‌است.